# قره‌خان بی‌لی (نخجوان)
قره‌خان بی‌لی (به لاتین: Qaraxanbəyli) یک منطقه مسکونی در جمهوری آذربایجان است که در جمهوری خودمختار نخجوان و حومه شهر نخجوان واقع شده است. قره‌خان بی‌لی ۲۳۹۷ نفر جمعیت دارد.